# جون ر. تونس
جون ر. تونس (بالإنجليزية: John R. Tunis)‏ (7 ديسمبر 1889، بوسطن في الولايات المتحدة - 4 فبراير 1975، إيسيكس في الولايات المتحدة)؛ كاتِب مُتخصِّص في أدب الأطفال وروائي أمريكي.